# Sông Ea Puich
Sông (suối) Ea Puich là phụ lưu bên bờ trái của Ea Krông H'Năng trong hệ thống sông Ba. Ea Puich chảy ở các huyện Krông Năng và Ea Kar tỉnh Đắk Lắk, Việt Nam .
Sông có chiều dài 32 km và diện tích lưu vực là 359 km² .
Lưu vực của Ea Puich nằm trong Khu bảo tồn thiên nhiên Ea Sô. Trong "Danh mục lưu vực sông liên tỉnh" đã ghi thành "Sông Ea Pych" .

## Chỉ dẫn
1. ↑  Trong tiếng các dân tộc thuộc nhóm ngôn ngữ Môn-Khmer ở Tây Nguyên và trong tiếng Việt cổ (trước thế kỷ 16, xem Chữ Nôm) thì đăk đã có nghĩa là nước, sông, suối, còn krông nghĩa là sông. Trong tiếng một số dân tộc Tây Nguyên khác thì ea/ia có nghĩa là nước, sông, suối.